# 私立大学附属学校
私立大学附属学校（しりつだいがくふぞくがっこう）は、私立大学（短期大学を含む。大学院大学を除く）に附属する学校のことである。

## 概要
各都道府県に存在しており、学校によっては幼稚園からの一貫教育を行っている所もあるほか、大学の教職課程（教育学部など）に所属する学生の教育実習の場として使われている所もある。
所属教員の人事権は、各学校法人によって違い、人事課が採用する場合もあれば、縁故採用で採用される場合もある。
以下の一覧に挙げる学校は、原則として大学と学校法人を同一とするものに限る。また本項において「4年制大学」とは、医学部など6年制の学部を主体とする大学を含む。

## 中等教育学校

### 短期大学附属中等教育学校
- 佐野日本大学中等教育学校

## 高等学校

### 4年制大学附属高等学校

#### 北海道
- 駒澤大学附属苫小牧高等学校
- 東海大学付属札幌高等学校
- 酪農学園大学附属とわの森三愛高等学校
- 函館大学付属柏稜高等学校
- 函館大学付属有斗高等学校
- 北海道科学大学高等学校
- 北海道文教大学明清高等学校
- 北星学園大学附属高等学校

#### 青森県
- 八戸工業大学第一高等学校
- 八戸工業大学第二高等学校
- 柴田学園大学附属柴田学園高等学校（旧：柴田学園高等学校）

#### 岩手県
- 盛岡大学附属高等学校

#### 秋田県
- ノースアジア大学明桜高等学校

#### 山形県
- 日本大学山形高等学校

#### 福島県
- 郡山女子大学附属高等学校
- 日本大学東北高等学校
- 東日本国際大学附属昌平高等学校

#### 茨城県
- 愛国学園大学附属龍ヶ崎高等学校
- 聖徳大学附属取手聖徳女子高等学校
- つくば国際大学高等学校
- つくば国際大学東風高等学校
- 東洋大学附属牛久高等学校
- 常磐大学高等学校

#### 栃木県
- 足利大学附属高等学校
- 白鷗大学足利高等学校
- 文星芸術大学附属高等学校
- 國學院大學栃木高等学校

#### 群馬県
- 関東学園大学附属高等学校
- 高崎健康福祉大学高崎高等学校
- 高崎商科大学附属高等学校
- 東京農業大学第二高等学校

#### 埼玉県
- 東京成徳大学深谷高等学校
- 東京農業大学第三高等学校
- 東邦音楽大学附属東邦第二高等学校
- 武蔵野音楽大学附属高等学校
- 早稲田大学本庄高等学院
- 慶應義塾志木高等学校

#### 千葉県
- 愛国学園大学附属四街道高等学校
- 植草学園大学附属高等学校
- 日本体育大学柏高等学校
- 芝浦工業大学柏高等学校
- 秀明大学学校教師学部附属秀明八千代高等学校（秀明八千代高等学校を附属学校化）
- 千葉経済大学附属高等学校
- 千葉商科大学付属高等学校
- 千葉日本大学第一高等学校
- 東海大学付属市原望洋高等学校
- 東海大学付属浦安高等学校
- 東邦大学付属東邦高等学校
- 二松學舍大学附属柏高等学校
- 日本大学習志野高等学校
- 流通経済大学付属柏高等学校

#### 東京都区部（旧東京府東京市）
- 國學院大學久我山高等学校
- 駒澤大学高等学校
- 芝浦工業大学附属高等学校
- 城西大学附属城西高等学校
- 昭和女子大学附属昭和高等学校
- 女子美術大学付属高等学校
- 大東文化大学第一高等学校
- 多摩大学目黒高等学校
- 中央学院大学中央高等学校
- 中央大学高等学校
- 中央大学杉並高等学校
- 東海大学付属高輪台高等学校
- 東海大学付属望星高等学校
- 東京音楽大学付属高等学校
- 東京家政大学附属女子高等学校
- 東京成徳大学高等学校
- 東京都市大学等々力高等学校
- 東京都市大学付属高等学校
- 東京農業大学第一高等学校
- 東邦音楽大学附属東邦高等学校
- 東洋大学京北高等学校
- 二松學舍大学附属高等学校
- 日本体育大学荏原高等学校
- 日本女子体育大学附属二階堂高等学校
- 日本大学櫻丘高等学校
- 日本大学第一高等学校
- 日本大学第二高等学校
- 日本大学鶴ヶ丘高等学校
- 日本大学豊山高等学校
- 日本大学豊山女子高等学校
- 文教大学付属高等学校
- 文化学園大学杉並高等学校
- 文京学院大学女子高等学校
- 武蔵野大学附属千代田高等学院
- 立正大学付属立正高等学校
- 早稲田大学高等学院

#### 東京都多摩地域
- 国立音楽大学附属高等学校
- 工学院大学附属高等学校
- 国際基督教大学高等学校
- 拓殖大学第一高等学校
- 多摩大学附属聖ヶ丘高等学校
- 中央大学附属高等学校
- 帝京大学高等学校
- 東京電機大学高等学校
- 日本大学第三高等学校
- 日本体育大学桜華高等学校
- 法政大学高等学校
- 武蔵野大学高等学校
- 明治大学付属明治高等学校

#### 神奈川県
- 麻布大学附属高等学校
- 神奈川大学附属高等学校
- 鎌倉女子大学高等部
- 相模女子大学高等部
- 湘南工科大学附属高等学校
- 中央大学附属横浜高等学校
- 鶴見大学附属高等学校
- 東海大学付属相模高等学校
- 日本大学高等学校
- 日本大学藤沢高等学校
- 日本女子大学附属高等学校
- 法政大学国際高等学校
- 法政大学第二高等学校

#### 新潟県
- 新潟産業大学附属高等学校

#### 富山県
- 富山国際大学付属高等学校

#### 福井県
- 福井工業大学附属福井高等学校

#### 山梨県
- 日本大学明誠高等学校
- 山梨学院大学附属高等学校

#### 長野県
- 東海大学付属諏訪高等学校
- 東京都市大学塩尻高等学校
- 長野日本大学高等学校

#### 岐阜県
- 帝京大学可児高等学校

#### 静岡県
- 東海大学付属静岡翔洋高等学校
- 常葉大学附属常葉高等学校
- 常葉大学附属菊川高等学校
- 常葉大学附属橘高等学校
- 日本大学三島高等学校

#### 愛知県
- 愛知工業大学名電高等学校
- 愛知産業大学工業高等学校
- 愛知産業大学三河高等学校
- 愛知みずほ大学瑞穂高等学校
- 大同大学大同高等学校
- 中京大学附属中京高等学校
- 中部大学第一高等学校
- 中部大学春日丘高等学校
- 名古屋経済大学市邨高等学校
- 名古屋経済大学高蔵高等学校
- 名古屋女子大学高等学校
- 日本福祉大学付属高等学校
- 名城大学附属高等学校

#### 京都府
- 京都産業大学附属高等学校

#### 大阪府
- 大阪学院大学高等学校
- 大阪産業大学附属高等学校
- 大阪商業大学高等学校
- 大阪商業大学堺高等学校
- 大阪体育大学浪商高等学校
- 大阪電気通信大学高等学校
- 関西大学高等部
- 関西大学第一高等学校
- 関西大学北陽高等学校
- 関西福祉科学大学高等学校
- 近畿大学附属高等学校
- 太成学院大学高等学校
- 東海大学付属仰星高等学校
- 阪南大学高等学校
- 東大阪大学柏原高等学校
- 東大阪大学敬愛高等学校

#### 兵庫県
- 近畿大学附属豊岡高等学校
- 神戸学院大学附属高等学校
- 神戸国際大学附属高等学校
- 東洋大学附属姫路高等学校
- 武庫川女子大学附属高等学校
- 兵庫大学附属須磨ノ浦高等学校

#### 奈良県
- 奈良大学附属高等学校

#### 和歌山県
- 近畿大学附属新宮高等学校
- 近畿大学附属和歌山高等学校

#### 岡山県
- 岡山理科大学附属高等学校
- 川崎医科大学附属高等学校

#### 広島県
- 近畿大学附属広島高等学校東広島校
- 近畿大学附属広島高等学校福山校
- 広島修道大学ひろしま協創高等学校
- 広島文教大学附属高等学校

#### 山口県
- 宇部フロンティア大学付属香川高等学校

#### 福岡県
- 九州国際大学付属高等学校
- 九州産業大学付属九州高等学校
- 九州産業大学付属九州産業高等学校
- 近畿大学附属福岡高等学校
- 久留米大学附設高等学校（内部推薦進学制度はなし）
- 第一薬科大学付属高等学校
- 東海大学付属福岡高等学校
- 福岡工業大学附属城東高等学校
- 福岡大学附属大濠高等学校
- 福岡大学附属若葉高等学校

#### 長崎県
- 長崎総合科学大学附属高等学校
- 長崎日本大学高等学校

#### 熊本県
- 熊本学園大学付属高等学校
- 東海大学付属熊本星翔高等学校

#### 大分県
- 日本文理大学附属高等学校

#### 宮崎県
- 宮崎日本大学高等学校

#### 沖縄県
- 昭和薬科大学附属高等学校
- 八洲学園大学国際高等学校

### 短期大学附属高等学校

#### 秋田県
- 聖霊女子短期大学付属高等学校

#### 栃木県
- 足利短期大学附属高等学校
- 宇都宮短期大学附属高等学校
- 佐野日本大学高等学校

#### 滋賀県
- 滋賀短期大学附属高等学校

#### 山口県
- 下関短期大学付属高等学校

#### 福岡県
- 西日本短期大学附属高等学校

#### 佐賀県
- 佐賀女子短期大学付属佐賀女子高等学校

## 中学校

### 4年制大学附属中学校

#### 青森県
- 八戸工業大学第二高等学校附属中学校

#### 福島県
- 東日本国際大学附属昌平中学校

#### 茨城県
- 聖徳大学附属取手聖徳女子中学校
- 東洋大学附属牛久中学校

#### 栃木県
- 白鷗大学足利中学校
- 文星芸術大学附属中学校
- 國學院大學栃木中学校

#### 群馬県
- 桐生大学附属中学校

#### 埼玉県
- 東京成徳大学深谷中学校
- 東京農業大学第三高等学校附属中学校

#### 千葉県
- 芝浦工業大学柏中学校
- 秀明大学学校教師学部附属秀明八千代中学校（秀明八千代中学校を附属学校化）
- 東海大学付属浦安高等学校中等部
- 東邦大学付属東邦中学校
- 二松學舍大学附属柏中学校
- 流通経済大学付属柏中学校

#### 東京都区部（旧東京府東京市）
- 國學院大學久我山中学校
- 芝浦工業大学附属中学校
- 城西大学附属城西中学校
- 昭和女子大学附属昭和中学校
- 女子美術大学付属中学校
- 多摩大学目黒中学校
- 東海大学付属高輪台高等学校中等部
- 東京家政大学附属女子中学校
- 東京成徳大学中学校
- 東京都市大学等々力中学校
- 東京都市大学付属中学校
- 東京農業大学第一高等学校中等部
- 東邦音楽大学附属東邦中学校
- 東洋大学京北中学校
- 日本大学豊山中学校
- 日本大学豊山女子中学校
- 文教大学付属中学校
- 文化学園大学杉並中学校
- 文京学院大学女子中学校
- 立正大学付属立正中学校
- 早稲田大学高等学院中学部

#### 東京都多摩地域
- 国立音楽大学附属中学校
- 工学院大学附属中学校
- 多摩大学附属聖ヶ丘中学校
- 中央大学附属中学校
- 帝京大学中学校
- 東京電機大学中学校
- 日本体育大学桜華中学校
- 法政大学中学校
- 武蔵野大学中学校
- 明治大学付属明治中学校

#### 神奈川県
- 神奈川大学附属中学校
- 鎌倉女子大学中等部
- 相模女子大学中学部
- 中央大学附属横浜中学校
- 鶴見大学附属中学校
- 東海大学付属相模高等学校中等部
- 日本大学中学校
- 日本大学藤沢中学校
- 日本女子大学附属中学校
- 法政大学第二中学校

#### 福井県
- 福井工業大学附属福井中学校

#### 山梨県
- 山梨学院大学附属中学校

#### 岐阜県
- 岐阜聖徳学園大学附属中学校
- 帝京大学可児中学校

#### 静岡県
- 東海大学付属静岡翔洋高等学校中等部
- 常葉大学附属常葉中学校
- 常葉大学附属菊川中学校
- 常葉大学附属橘中学校
- 日本大学三島中学校

#### 愛知県
- 愛知工業大学名電中学校
- 愛知産業大学三河中学校
- 中部大学春日丘中学校
- 名古屋経済大学市邨中学校
- 名古屋経済大学高蔵中学校
- 名古屋女子大学中学校

#### 京都府
- 京都産業大学附属中学校

#### 大阪府
- 大阪産業大学附属中学校
- 大阪体育大学附属中学校
- 関西大学中等部
- 関西大学第一中学校
- 関西大学北陽中学校
- 近畿大学附属中学校
- 太成学院大学中学校
- 東海大学付属仰星高等学校中等部

#### 兵庫県
- 近畿大学附属豊岡中学校
- 東洋大学附属姫路中学校
- 武庫川女子大学附属中学校

#### 和歌山県
- 近畿大学附属新宮中学校
- 近畿大学附属和歌山中学校

#### 岡山県
- 岡山理科大学附属中学校

#### 広島県
- 近畿大学附属広島中学校東広島校
- 近畿大学附属広島中学校福山校
- 広島修道大学ひろしま協創中学校

#### 山口県
- 宇部フロンティア大学付属中学校

#### 福岡県
- 九州国際大学付属中学校
- 久留米大学附設中学校（内部推薦進学制度はなし）
- 福岡大学附属大濠中学校

#### 熊本県
- 熊本学園大学付属中学校

#### 沖縄県
- 昭和薬科大学附属中学校

### 短期大学附属中学校

#### 栃木県
- 宇都宮短期大学附属中学校

## 小学校

### 4年制大学附属小学校

#### 茨城県
- つくば国際大学東風小学校

#### 千葉県
- 聖徳大学附属小学校
- 千葉日本大学第一小学校

#### 東京都
- 国立音楽大学附属小学校
- 昭和女子大学附属昭和小学校
- 帝京大学小学校
- 東京都市大学付属小学校
- 日本女子大学附属豊明小学校
- 文教大学付属小学校

#### 神奈川県
- 鎌倉女子大学初等部
- 相模女子大学小学部
- 日本大学藤沢小学校

#### 山梨県
- 山梨学院大学附属小学校

#### 長野県
- 長野日本大学小学校

#### 岐阜県
- 岐阜聖徳学園大学附属小学校
- 帝京大学可児小学校

#### 静岡県
- 東海大学付属静岡翔洋小学校
- 常葉大学教育学部附属橘小学校

#### 愛知県
- 椙山女学園大学附属小学校
- 南山大学附属小学校

#### 京都府
- 京都女子大学附属小学校

#### 大阪府
- 関西大学初等部

#### 奈良県
- 近畿大学附属小学校

#### 岡山県
- ノートルダム清心女子大学附属小学校

### 短期大学附属小学校

#### 京都府
- 京都文教短期大学付属小学校

## 幼稚園

### 4年制大学附属幼稚園

#### 青森県
- 青森大学附属北園幼稚園
- 青森大学附属呉竹幼稚園
- 青森大学附属螢ヶ丘幼稚園

岩手県
盛岡大学附属幼稚園

#### 宮城県
- 宮城学院女子大学附属幼稚園

#### 福島県
- 郡山女子大学附属幼稚園

#### 茨城県
- 茨城キリスト教大学附属聖児幼稚園

#### 群馬県
- 桐生大学付属幼稚園
- 高崎健康福祉大学附属高崎幼稚園
- 高崎商科大学佐藤幼稚園

#### 埼玉県
- 武蔵野音楽大学附属武蔵野幼稚園

#### 千葉県
- 聖徳大学附属幼稚園
- 聖徳大学附属浦安幼稚園
- 聖徳大学附属第二幼稚園
- 聖徳大学附属成田幼稚園

#### 東京都
- 国立音楽大学附属幼稚園
- 昭和女子大学附属昭和幼稚園
- 東京都市大学二子幼稚園
- 日本大学幼稚園
- 日本女子大学附属豊明幼稚園
- 武蔵野音楽大学附属第一幼稚園
- 武蔵野音楽大学附属第二幼稚園

#### 神奈川県
- 鎌倉女子大学幼稚部
- 相模女子大学幼稚部
- 東海大学付属本田記念幼稚園

#### 山梨県
- 山梨学院大学附属幼稚園

#### 岐阜県
- 岐阜聖徳学園大学附属幼稚園

#### 静岡県
- 東海大学付属幼稚園
- 浜松学院大学附属幼稚園

#### 京都府
- 佛教大学附属幼稚園

#### 大阪府
- 近畿大学附属幼稚園
- 大阪樟蔭女子大学附属幼稚園
- 東大阪大学附属幼稚園
- 大阪商業大学附属幼稚園
- 四条畷学園大学附属幼稚園
- 大阪芸術大学附属照ヶ丘幼稚園
- 大阪芸術大学附属泉北幼稚園
- 大阪芸術大学附属金剛幼稚園
- 関西大学幼稚園
- 大阪体育大学浪商幼稚園
- 平安女学院大学附属幼稚園
- 大阪音楽大学付属音楽幼稚園

#### 兵庫県
- 芦屋大学附属幼稚園
- 武庫川女子大学附属幼稚園
- 園田学園女子大学附属園田学園幼稚園
- 神戸常盤大学附属ときわ幼稚園
- 神戸女子大学附属高倉台幼稚園
- 兵庫大学附属須磨幼稚園
- 兵庫大学附属加古川幼稚園

#### 岡山県
- ノートルダム清心女子大学附属幼稚園

#### 広島県
- 安田女子大学付属幼稚園

#### 徳島県
- 四国大学附属認定こども園
- 徳島文理大学附属幼稚園

#### 福岡県
- 東海大学付属自由ヶ丘幼稚園

#### 熊本県
- 熊本学園大学付属敬愛幼稚園
- 東海大学付属かもめ幼稚園

#### 鹿児島県
- 鹿児島純心大学附属純心幼稚園

### 短期大学附属幼稚園

#### 秋田県
- 聖霊女子短期大学付属幼稚園

#### 福島県
- いわき短期大学附属幼稚園

#### 茨城県
つくば国際短期大学附属幼稚園

#### 栃木県
- 足利短期大学附属幼稚園

#### 千葉県
- 千葉敬愛短期大学附属幼稚園

#### 静岡県
- 常葉大学短期大学部附属たちばな幼稚園
- 常葉大学短期大学部附属とこは幼稚園

#### 京都府
- 京都文教短期大学附属家政城陽幼稚園

#### 大阪府
- 大阪成蹊短期大学附属こみち幼稚園
- 大阪千代田短期大学附属幼稚園
- 関西女子短期大学附属幼稚園
- 大阪常磐会大学付属いずみがおか幼稚園
- 大阪常磐会大学付属茨木高美幼稚園
- 大阪常磐会大学付属常磐会幼稚園

#### 兵庫県
- 姫路日ノ本短期大学付属幼稚園

#### 奈良県
- 奈良佐保短期大学附属河内長野幼稚園
- 奈良文化女子短期大学付属幼稚園

#### 広島県
- 安田女子短期大学付属幼稚園

#### 福岡県
- 近畿大学九州短期大学附属幼稚園

#### 熊本県
- 尚絅大学短期大学部附属幼稚園

## 関連記事
- 附属学校
- 系属校
- 私立学校
- 教育実習